# Beishanlong
Beishanlong é um gênero de dinossauro da família Deinocheiridae do Cretáceo Inferior da China. Há uma única espécie descrita para o gênero Beishanlong grandis. Seus restos fósseis foram encontrados na província de Gansu e datam do Albiano ao Aptiano.
O táxon foi descrito no clado Ornithomimosauria numa posição basal, formando uma politomia com o Garudimimus. Em 2014, uma análise demonstrou que o Beishanlong forma um clado com o Deinocheirus e o Garudimimus, sendo possível classificá-los na família Deinocheiridae.